# Laima Rendezvous Jurmala
«Laima Rendezvous Jurmala» (латыш. «Laima Rendezvous Jūrmala», рус. «Лайма Рандеву Юрмала») — международный фестиваль популярной музыки, созданный латвийской певицей, лауреатом премии «World Music Awards» Лаймой Вайкуле.
Фестиваль проходит с 2015 года ежегодно в Юрмале в концертном зале «Дзинтари», собирая на своей сцене как популярных, так и начинающих исполнителей поп- и рок-музыки, джаза, шансона и классической музыки.
Участниками фестиваля являются исполнители из стран Прибалтики, Скандинавии, Западной, Центральной и Восточной Европы, Америки, Азии и других стран мира, такие как — Крис Норман, Londonbeat, Боно, Дипло, Би-2, Nemo, Салвадор Собрал, Танита Тикарам, Монс Сельмерлёв, Томас Нэвергрин, Queens of the Stone Age, Arctic Monkeys, Уку Сувисте, Ноа, Maruv, SunStroke Project, Машина времени, Вера Брежнева, Serebro, Манижа, A'Studio, Нани Брегвадзе, Dorofeeva, Инесса Галанте, Мария Максакова, Monatik, Бланка, Верка Сердючка, Ногу Свело! и другие; за всё время проведения фестиваля его посетили более 150 исполнителей. В 2019, 2023 и 2024 годах гостем фестиваля стала культовая певица Алла Пугачёва.
Каждый год фестиваль смотрят более 100 миллионов зрителей: телевизионные и интернет-каналы освещают его в Латвии, Литве, Эстонии, Израиле, Казахстане, Украине, Грузии, Армении, Узбекистане, Германии, США, Канаде, Австралии и других странах.
Музыкальный критик и журналист Артур Гаспарян положительно оценил организацию фестиваля и отметил уникальную атмосферу свободы творчества.
Основными принципами, по которым проводится фестиваль «Laima Rendezvous Jurmala», являются: живое пение артистов (в сопровождении фестивального оркестра), отсутствие политической составляющей и жанровое разнообразие участников.
Подбором участников и составлением музыкальной программы занимается сама Лайма Вайкуле.
Телетрансляция фестиваля осуществляется каналами: «TV3», «Inter», «MusicBox», «Kartina TV» и на видеохостинге YouTube.